# Societat Vril

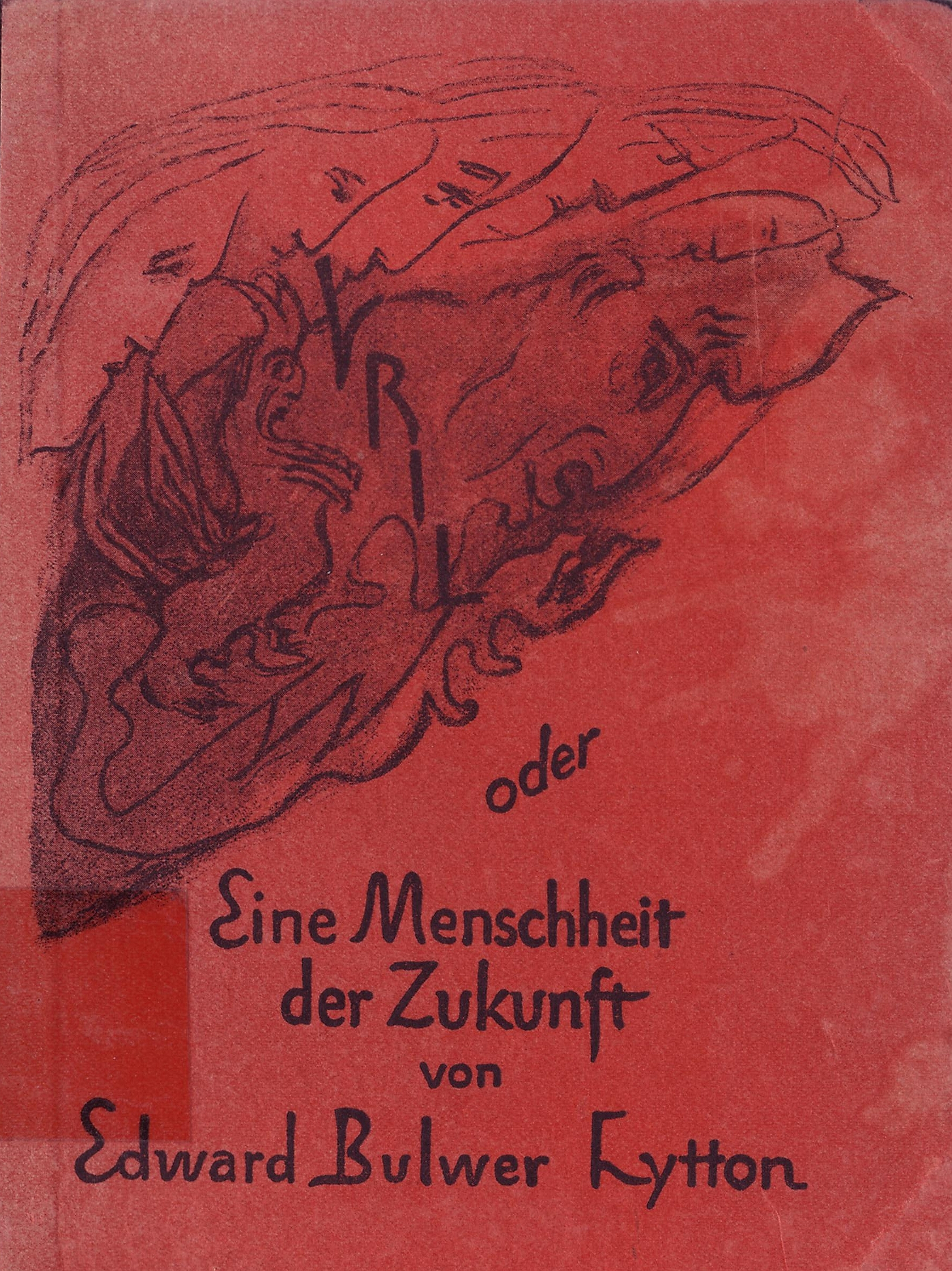
Edició alemanya de 1922 de Vril, The Power of the Coming Race d'Edward Bulwer-Lytton.

La Societat Vril (en alemany Vril-Gesellschaft) hauria estat una comunitat secreta d'ocultistes de Berlín que hauria existit durant el període prenazi. Es diu que la Societat hauria estat un cercle dins de la més extensa Societat Thule i que hauria mantingut una estreta relació amb un grup anglès anomenat Hermetic Order of the Golden Dawn. Fins ara, però, encara no s'ha publicat cap prova verificable que demostri que la Societat hagi existit.
El nom prové d'una substància citada en la novel·la de ciència-ficció Vril, the Power of the Coming Race (1871) d'Edward Bulwer-Lytton. Diversos membres dels ambients teosòfics van considerar aquest relat com a verídic, creient en l'existència d'una raça superior que feia servir una energia anomenada "vril" i que estava relacionada amb l'estrella Aldebaran.
Va ser sobretot a partir dels anys 60 que van popularitzar-se rumors i teories sobre la Societat Vril, principalment arran de l'aparició del llibre Le Matin des magiciens, de Louis Pauwels i Jacques Bergier (1960).

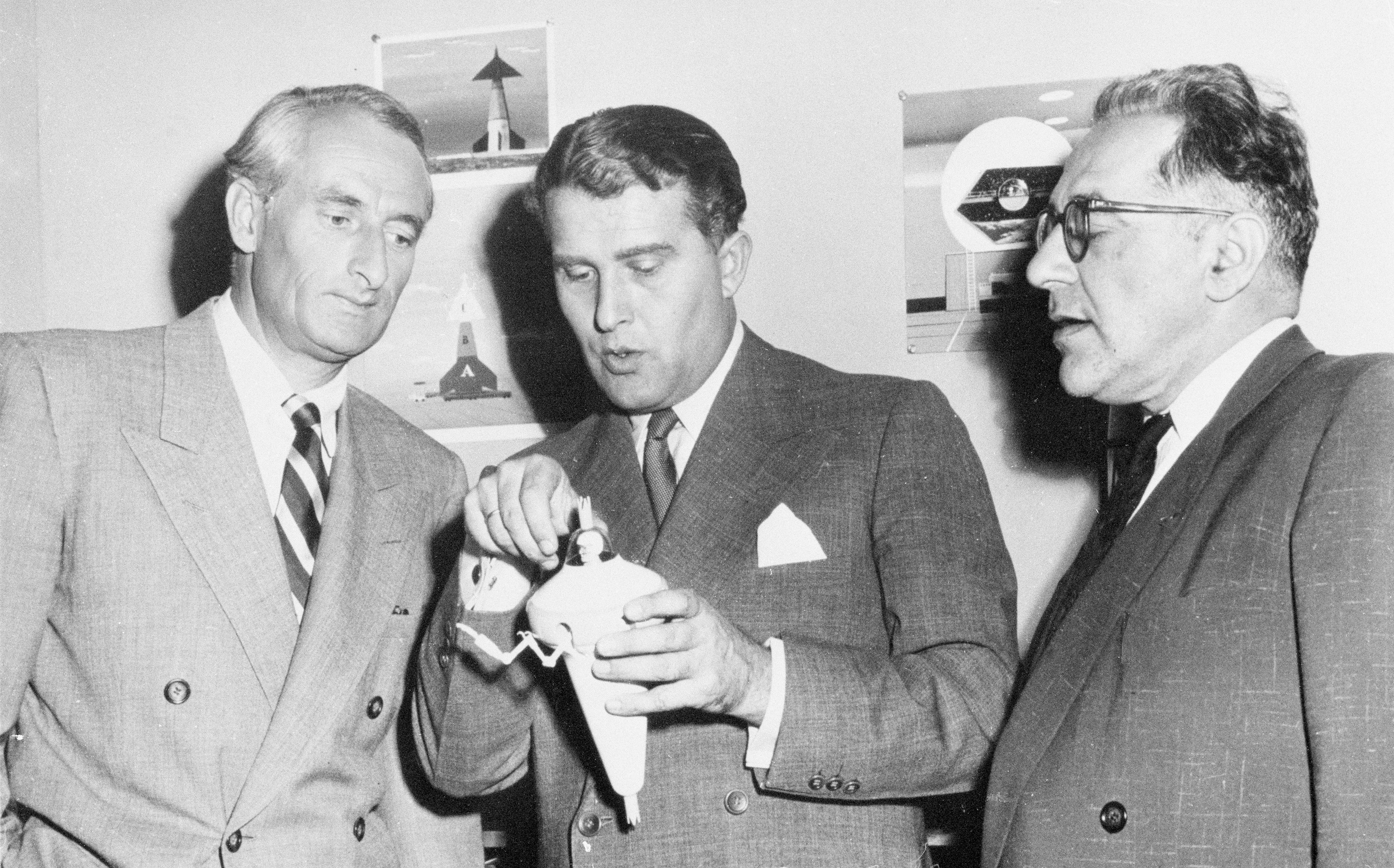
Willy Ley (a la dreta), amb Wernher von Braun enmig i Heinz Haber a l'esquerra

## Teories
Segons les descripcions de la Societat Vril fornides per aquests autors hi ha diversos elements en comú:
- Membres secrets
- Evasió de Hitler i altres nazis de Berlín a l'Antàrtida
- Objectes voladors no identificats (OVNI), invencions nazis secretes i poders psíquics[3]
- Extraterrestres del sistema Aldebaran[3]
- Es creu que Karl Haushofer era el cap de la Societat[3][4]

### Projectes
La Societat Vril s'hauria fundat el 1919 amb l'objectiu d'explorar els orígens de la raça ària. Es trobava formada per un grup de dones dirigides per la mèdium de la Thule Gesellschaft Maria Orsitsch de Zagreb, qui afirmava haver rebut missatges d'extraterrestres aris habitants d'Alfa Tauri, dins el sistema d'Aldebaran. Aquests extraterrestres haurien visitat el planeta terra i s'haurien establert a Sumer; el mot "Vril" es formà a partir de l'antic mot sumeri "Vri-il" (com déu). Un segon mèdium conegut solament amb el nom "Sigrun" (un nom etimològicament relacionat amb Sigrún, una valquíria i una de les nou filles de Wotan segons la mitologia nòrdica).
La Societat presumptament hauria ensenyat exercicis de concentració pensats per estimular la força del Vril, i el seu objectiu principal era aconseguir Raumflug (vol espacial) per arribar a Aldebaran. Per a aconseguir-ho, la Societat Vril s'ajuntà amb la Societat Thule i DHvSS (Homes de la Pedra Negra) per a finançar un ambiciós programa que involucrava una màquina voladora interdimensional basada en les revelacions psíquiques dels extraterrestres d'Aldebaran.
El 1922 Thule i Vril construïren el primer disc volador d'Alemanya: el JFM (Jenseitsflugmaschine) o "màquina voladora de l'altre món" a Múnic, passant per un període de proves de 2 anys.
El projecte fou dirigit per W.O. Schumann de la Universitat Tècnica de Múnic, però fou aturat el 1924, quan es desmantellà la màquina i es traslladà a les instal·lacions de Messerschmitt a Augsburg. Allà la màquina fou emmagatzemada per a futures investigacions. El profesor Schumann desenvolupà una unitat de levitació a partir de les seves recerques, que s'anomenà "Levitador SM".
El desenvolupament del nou RFZ (Rundflugzeug) o "aeronau circular" començà el 1937 després que Vril comprés terrenys pròxims a les instal·lacions aeronàutiques d'Arado-Brandenburg. Els discs 1, 2, 3, 4 i 6 de RFZ es van provar allà sota la supervisió de Vril mentre que Thule rebia ajut d'una branca tècnica especial de les SS: la unitat E-IV. La seva tasca fou el desenvolupament d'energies alternatives. Thule també treballà en la creació per separat d'un disc a un indret secret del nord-oest d'Alemanya, que a partir de 1935 s'anomenà Hauneburg. El disc en qüestió fou conegut com a H-Gerät (aparell Hauneburg) però es va reduir al mot Haunebu el 1939 un cop el motor del disc va ser perfeccionat. El Haunebu I també era conegut com a RFZ-5 durant el període en què Thule es traslladà de Hauneburg a Arado-Brandenburg.
El motor electromagnètic-gravitatori (EMG) dissenyat per Thule fou revolucionari; també era conegut com a Tachyonator 7. Per al seu funcionament feia servir un Hans Coler Magnetstromapparat (una bateria d'energia gravitatòria) modificat, conjuntament amb un generador Van De Graaf i una dinamo Marconi. Un cop activat, el motor produïa forts camps d'EMG que afectaven la gravetat, i que a més també feien girar la dinamo.
Vril també dissenyà el seu propi motor el 1941 amb el RFZ-7, el qual fou batejat com a Vril-1 Jäger (caçador).
Amb Hitler al poder el 1933 tant la Societat Thule com la Societat Vril presumptament reberen suport per part del règim pel desenvolupament constant de programes d'investigació orientats tant al vol espacial com al desenvolupament d'una màquina de guerra. Després que el 1941 Hitler prohibís les societats secretes, tant Thule com Vril constaren com a subordinades a la unitat E-IV de les SS. Vril tenia bons contactes amb Canaris de l'Abwehr, Ahnenerbe (secció ocultista de les SS) i treballava amb els enginyers d'Arado.

### Evolució de les investigacions
Tant el disc creat per Thule com el de Vril van ser construïts durant el període 1939-1945. Thule produí els discs de grans dimensions Haunebu I - III mentre que Vril construí el 1944 el Vril 7 Geist (Esperit) i l'enorme nau Andromeda-Gerät (aparell Andròmeda), de 139 metres de llargada i forma cilíndrica.
Una unitat especial anomenada Sonderbüro (oficina especial) 13 va ser creada per la Luftwaffe per a investigar "oficialment" els misteriosos fenòmens aeris als cels del Reich però en realitat la seva tasca principal va ser encobrir els informes sobre els discs voladors. Al setembre de 1944 un pilot de ME262 de la Luftwaffe tingué contacte visual amb un Andromeda-Gerät i n'informà al respecte. El Sonderbüro 13 negà tenir cap coneixement d'aquest aparell.
Sembla que el 1945 es desenvolupà un aparell de reconeixement i espionatge anomenat "Ull màgic de Vril". Segons es diu en el misticisme Nazi, Rolf Engel, de la Vril Gesellschaft hauria desenvolupat un motor EMG en miniatura i l'hauria instal·lat en un cos metàl·lic amb forma de meló, d'uns 30 centímetres de diàmetre. El cos tenia una antena receptora, una càmera de televisió en miniatura, una arma i un braç telescòpic que sostenia una altra càmera en miniatura i un micròfon. L'aparell estava pensat per a tenir l'habilitat d'aparèixer i desaparèixer. Les seves funcions eren tant militars com d'espionatge. Mentre que el cos principal de l'aparell es mantindria invisible, el braç telescòpic baixaria la càmera i el micròfon a la nostra dimensió per a espiar.
La història segueix: el 1945 Rolf Engel hauria fet proves al seu laboratori i hauria aconseguit la miniaturització de l'equipament televisiu. El míssil Hs-293D tenia guiatge per televisió. El vehicle Argus As-292 havia estat convertit en un vehicle pilotat remotament, equipat amb càmeres. Aquests no eren detectats pels Aliats i cap no fou abatut. La dificultat hauria estat l'habilitat de viatjar interdimensionalment i la invisibilitat. No hi ha cap prova que demostri que es va reeixir a construir-ne cap prototip.
Mentre els Aliats avançaven cap a l'interior del Reich, Vril tenia plans per a evacuar la seva tecnologia fora d'Europa, especialment a una base Antàrtica secreta - Base 211; també planificaven d'evacuar els mèdiums de la Societat als estels amb l'ajut de l'Andromeda-Gerät. Desaparegueren el Març de 1945 i mai més no han estat trobats.